# Байрыев, Азат Ходжагельдыевич
Аза́т Ходжагельды́евич Байры́ев (туркм. Azat Hojageldyýewiç Baýryýew; 17 февраля 1989, Небит-Даг, Туркменская ССР, СССР) — российский футболист, защитник.

## Карьера
Родился в туркменском городе Небит-Даг. Отец по национальности — туркмен, мать — русская. В пятилетнем возрасте переехал в Россию.

### Клубная
В футбол начал играть в 6 лет, позже поступил в ДЮСШ Тихорецка, первым тренером был Сергей Бондаренко, который затем и порекомендовал Байрыева в интернат «Кубани», где он и продолжил футбольное образование в 2001 году под руководством всё того же Сергея Бондаренко. В 2006 году впервые попал в основную заявку клуба, однако, на поле в том сезоне ни разу не вышел. В 2007 году сыграл 30 матчей и забил 2 мяча за дублирующий состав «Кубани», который по итогам сезона занял 3-е место. В 2008 году провёл 12 матчей за основной состав в Первом дивизионе, в том розыгрыше в составе команды стал серебряным призёром первенства. Дебютировал в составе «Кубани» в Высшем дивизионе 14 марта 2009 года в матче 1-го тура сезона 2009 года в Казани против местного «Рубина». Всего за «Кубань» в том сезоне провёл 20 матчей в чемпионате, одну игру в Кубке России и 5 раз сыграл за молодёжный состав клуба. В сезоне 2010 года провёл за «Кубань» 7 матчей в первенстве и одну встречу в Кубке России. 30 июля 2010 года было сообщено, что Байрыев пополнил ряды белгородского «Салюта» на правах аренды, тогда же и дебютировал в составе «Салюта», выйдя на замену на 46-й минуте домашнего матча 21-го тура первенства против клуба «Химки». Всего за «Салют» провёл 17 матчей, после чего вернулся в «Кубань». 10 января 2011 года было сообщено, что Байрыев не отправился с «Кубанью» на первый зарубежный сбор в Турцию, поскольку клуб решает вопрос о его трудоустройстве в другую команду. 13 января появилась информация, что Байрыев находится на просмотре в брянском «Динамо», а 23 января было сообщено, что Байрыев будет выступать на правах аренды за «Динамо» в течение одного года, кроме того, в договоре есть опция дальнейшего права выкупа игрока. В декабре 2011 года пополнил ряды владикавказской «Алании». Контракт подписан сроком на три года.
В 2014 году перешёл в хабаровскую «СКА-Энергию». 9 апреля 2014 года забил первый гол, поразив головой ворота «Мордовии». Летом 2014 года перешёл в пензенский «Зенит» до конца сезона 2014/2015, в декабре 2014 покинул клуб.

### В сборной
Вызывался в молодёжную сборную России, в составе которой провёл 1 матч в 2008 году. В конце марта 2009 года был снова вызван в состав молодёжной сборной России, проводившей подготовку к матчу со сверстниками из Андорры.

## Достижения
«Кубань»
- Победитель Первого дивизиона России: 2010
- 2-е место в Первом дивизионе России (выход в Высший дивизион): 2008